# 艺术元素
艺术的元素（英語：Elements of art）是指一件艺术品可以经由各個独立的方面（元素）来分析。而其主要元素通常包括形态，形状，线条，颜色，值，空间，质感和透视。也可简化成线条，形态，质感，颜色和模型五个元素。 

## 线条
线分曲线和直线两类，线的定义是两点间的距离，或者是点的移动轨迹。艺术和设计作品中的线有记号线，外轮廓线和隐含线。线条的属性有宽度，曲度，长度和方向。 线的宽度通常叫做“厚度”（thickness）。 数字艺术作品中的线同通常叫做“笔触”（strokes）。

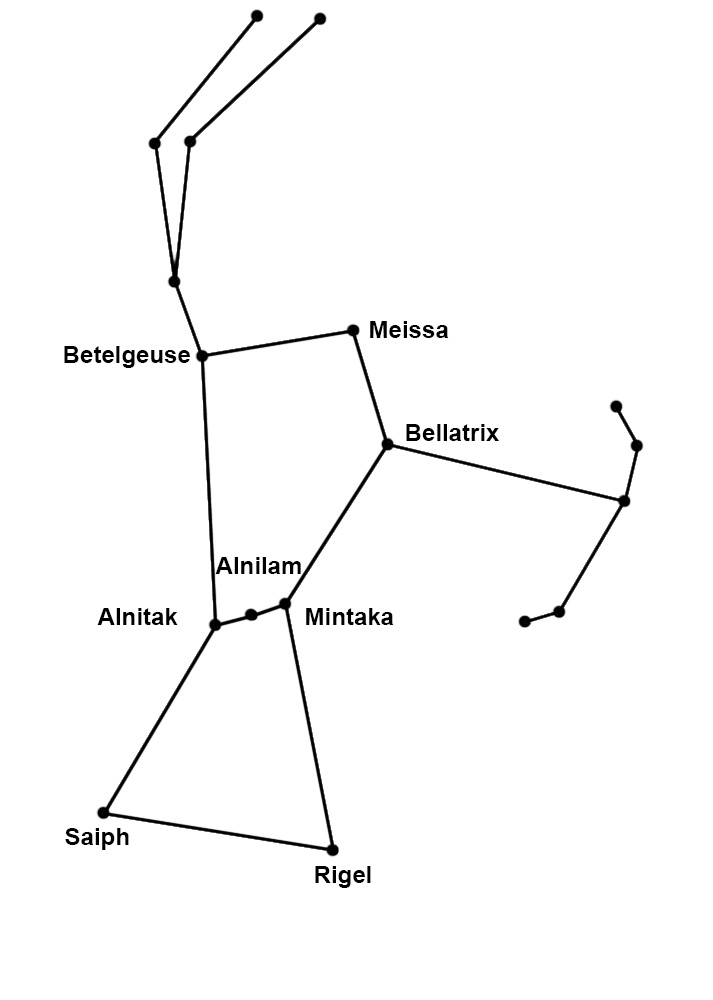
用线的例子：恒星之间用假想的线连接成星座。

## 图形
图形指二维的闭合封闭区域，限于平面或限于长度和宽度。图形可以是几何图形：如方形，圆形，三角形等，也可以是有机图形。

## 形态
形态指作品的外形，包括作品本身的体积和可感知的体积。三维空间形式的作品具有深度，宽度和高度。三维形式是雕塑的基础。二维空间上也能实现立体空间错觉，不过要借助透视、明暗或建模技巧。形式主义借助作品中的形式和形状，进行艺术史和美学分析。

## 颜色
色彩是光照在物体上，反射的到人眼产生的自然现象。色彩有三个属性：
1. 色调。简单理解是我们给颜色的命名，如红，黄，蓝，绿等）。
2. 强度。指颜色的鲜艳程度。色彩强度有时指称色彩丰富程度，饱和度，纯度或强度。色彩的强度可以通过加入对比色的量来控制(例如：深红=一份大红+一份纯绿）。
3. 值。指色彩亮或暗的程度。词语“深浅”和“明暗”用来指颜色值的变化。在绘画中，常用增添黑色或白色的方式，来控制颜色的明暗、深浅变化[5]。

## 空间
空间指艺术家有意制造的区域。空间包括背景，前景和中景。空间指事物之间或事物内部的距离或区域。 空间分为正空间和负空间两种。 负空间是指对象之间、周围、内部或穿过对象的区域。正空间指对象或形态占据的区域。 

## 质感
质感用于描述对象给人的观感。 质感的几个例子，如毛茸茸的、颠簸不平的、脆的、平滑的、粗糙的，柔软或坚硬的。质感的种类很多，大体分两类：真实质感和视觉质感。 
视觉质感严格限定在二维平面上，经由眼睛感知。 
真实质感不仅肉眼观看可知，还可由触摸感知。 它是从二维到三位表面过渡产生的。 

## 值
值是指颜色的明暗程度。 值的差异称为对比度。 值和黑白调色有关，颜色加黑色变暗，加白色变亮。白色相对最暗的黑色而言，是最亮的颜色。 在黑白二色之间的值叫做灰色调，通常的叫做过渡调，所有的过渡调都可以在色调量表中找到。 

## 参看
- 设计元素和原则
- 格式塔分组法则
- 风格（视觉艺术）

## 資料來源
1. ↑  . Getty.   [9 May 2014]. （原始内容存档于2011-12-03）.
2. ↑  . IncredibleArt.org.   [9 May 2014]. （原始内容存档于2019-07-09）.
3. ↑  . About.com.   [9 May 2014]. （原始内容存档于2014-07-10）.
4. ↑  . Getty.   [9 May 2014]. （原始内容存档于2011-12-03）.
5. ↑  . IncredibleArt.org.   [9 May 2014]. （原始内容存档于2019-07-09）.
6. ↑  Friedman, Marina. . The Drawing Source.   [20 September 2018]. （原始内容存档于2019-03-23）.